# ديزاينيا مول
ديزاينيا مول (بالإنجليزية: Designia Mall)‏ هو مركز تسوق يقع بمنطقة محرم بك جنوب مدينة الإسكندرية في مصر، على مدخل طريق القاهرة - الإسكندرية الصحراوي، اُفتتح في 2015.

## وصلات خارجية
- الموقع الرسمي